# Ernstplatz 3

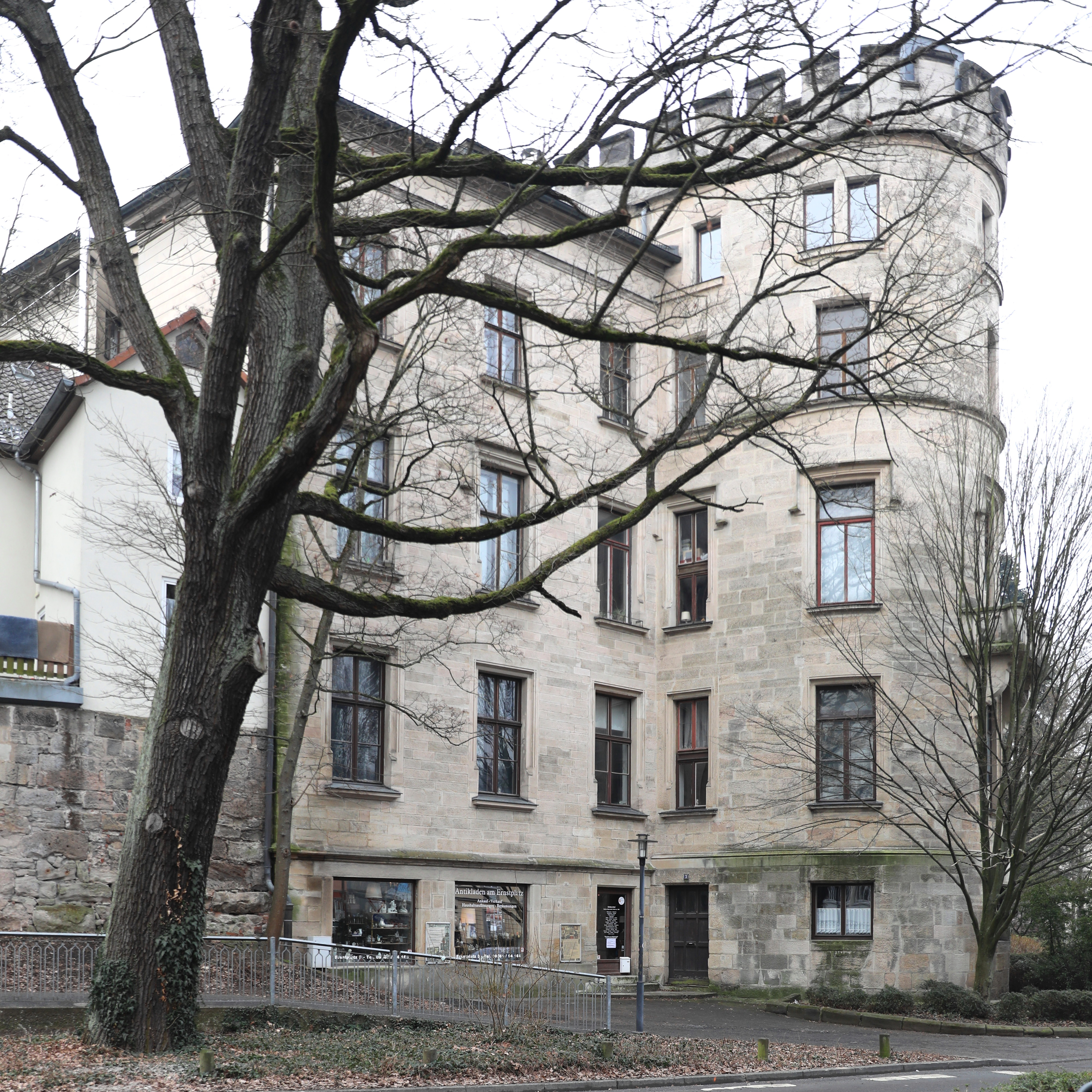
Nordfassade, Ernstplatz 3 in Coburg

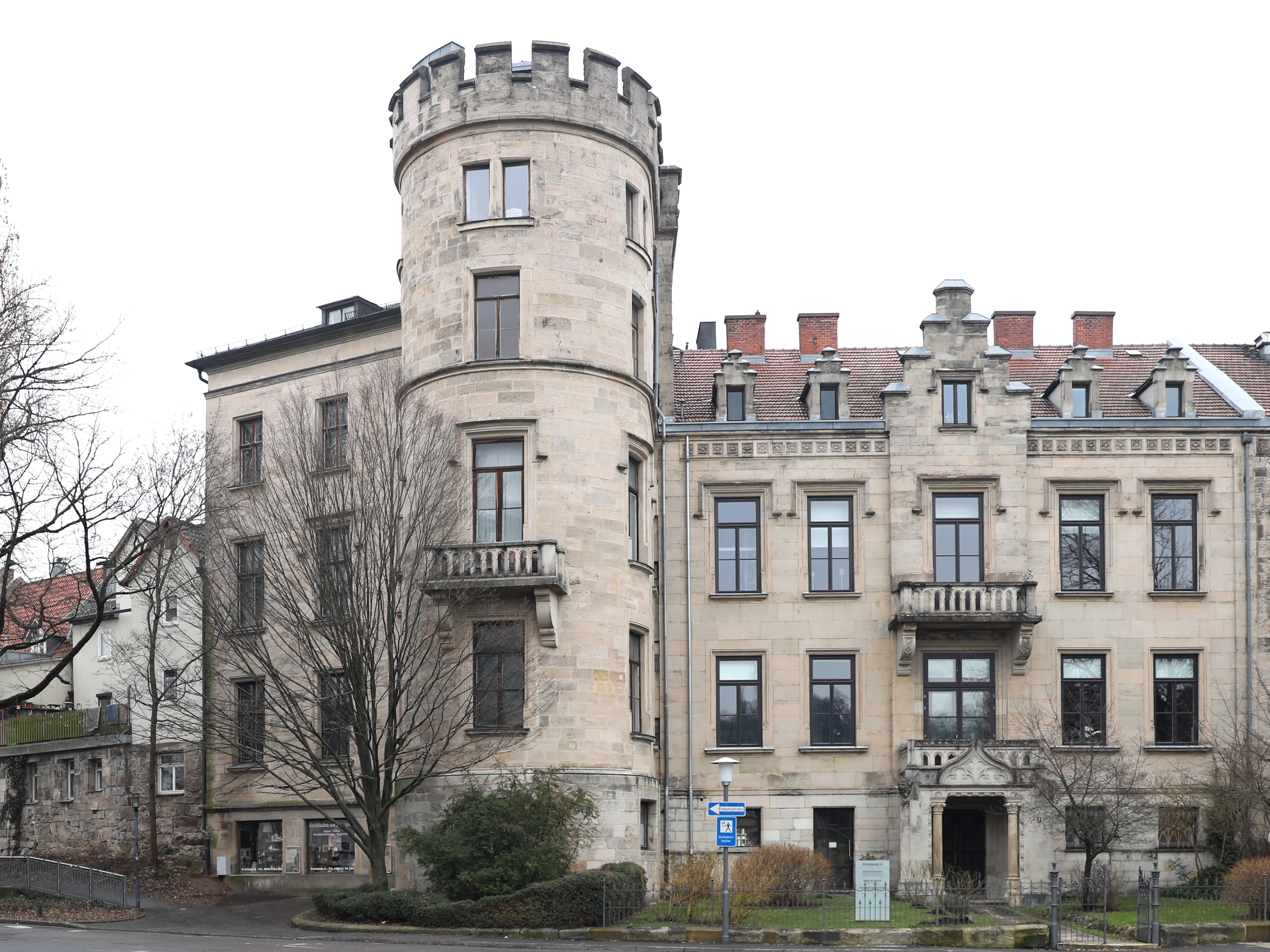
Westfassade

Das Wohn- und Geschäftshaus Ernstplatz 3 steht in der oberfränkischen Stadt Coburg westlich des Marktplatzes. Es gehört zu einem Gebäudeensemble, das aus drei aneinandergebauten Einzelhäusern besteht und 1865/1866 vom belgischen Architekten Adolf Schuster im neugotischen Stil errichtet wurde. Das denkmalgeschützte Haus befindet sich am nördlichen Rand des Ensembles.

## Geschichte
Wohl um oder nach 1200 entstand die mittelalterliche Stadtbefestigung Coburgs. In den Jahren 1781/1782 wurde am heutigen Ernstplatz die innere Wehrmauer teilweise abgebrochen und ab 1798, zur Schaffung einer Grünanlage, der Stadtgraben trockengelegt und verfüllt. Als Teil der inneren Stadtbefestigung stand an der Westecke ein spätmittelalterlicher Wehrturm. Dort befand sich auch von 1662 bis 1863 das städtische Hirtenhaus. Dies führte zum Namen Hirtenturm.
Im Jahr 1863 erwarb der belgische Architekt Adolf Schuster das Areal und ließ es nach dem Abbruch der Bestandsbauten im Jahr 1865 als Spekulationsobjekt nach Zeichnungen des Maurermeisters Paul Gerlicher mit einem repräsentativen Mietswohnhaus bebauen. Schuster veranlasste 1872 noch rückwärtig ein palaisartiges Gebäude an der Metzgergasse 14 zu errichten und vereinigte es mit dem Gebäude am Ernstplatz 3.
Im Jahr 1898 wurde das Sonneberger Generalkonsulat der Vereinigten Staaten von Amerika nach Coburg verlegt. Von 1908 bis 1914 wohnte der Generalkonsul in Räumen des Anwesens. Im Sockelgeschoss wurde wohl 1957 ein Ladengeschäft eingebaut. Eine Instandsetzung und Modernisierung erfolgte von 1981 bis 1987.

## Baubeschreibung
Das nördliche Sandsteinquaderbau des in neugotischen Formen gestalteten Ensembles entstand unter Einbeziehung mittelalterlicher Wehrmauerreste im Verlauf der Stadtmauer. Er hat ein Sockelgeschoss, das den Höhenunterschied außer- und innerhalb der ehemaligen Stadtmauer ausgleicht und besteht aus zwei Bauteilen.
Zum Ernstplatz steht ein weit vorspringender, rundgeschlossener Wohnturm mit fünf Geschossen und einem Zinnenkranz. Das zweite Obergeschoss hat an der Stirnseite einen Balkon und Fenster mit Verdachungen. Der Hauseingang befindet sich im Erdgeschoss auf der nördlichen Turmseite und erschließt über das Treppenhaus die beiden Bauteile. Im Kern ist wohl noch Mauerwerk des spätmittelalterlichen Hirtenturms enthalten.
Links vom Hirtenturm, entlang der Straße Am Viktoriabrunnen, besteht das Gebäude aus einem viergeschossigen Haus zu drei Achsen. Es ist im Vergleich zu den anderen Häusern schlicht gestaltet. Nur ein Fenster hat eine Verdachung.

## Weitere Gebäude

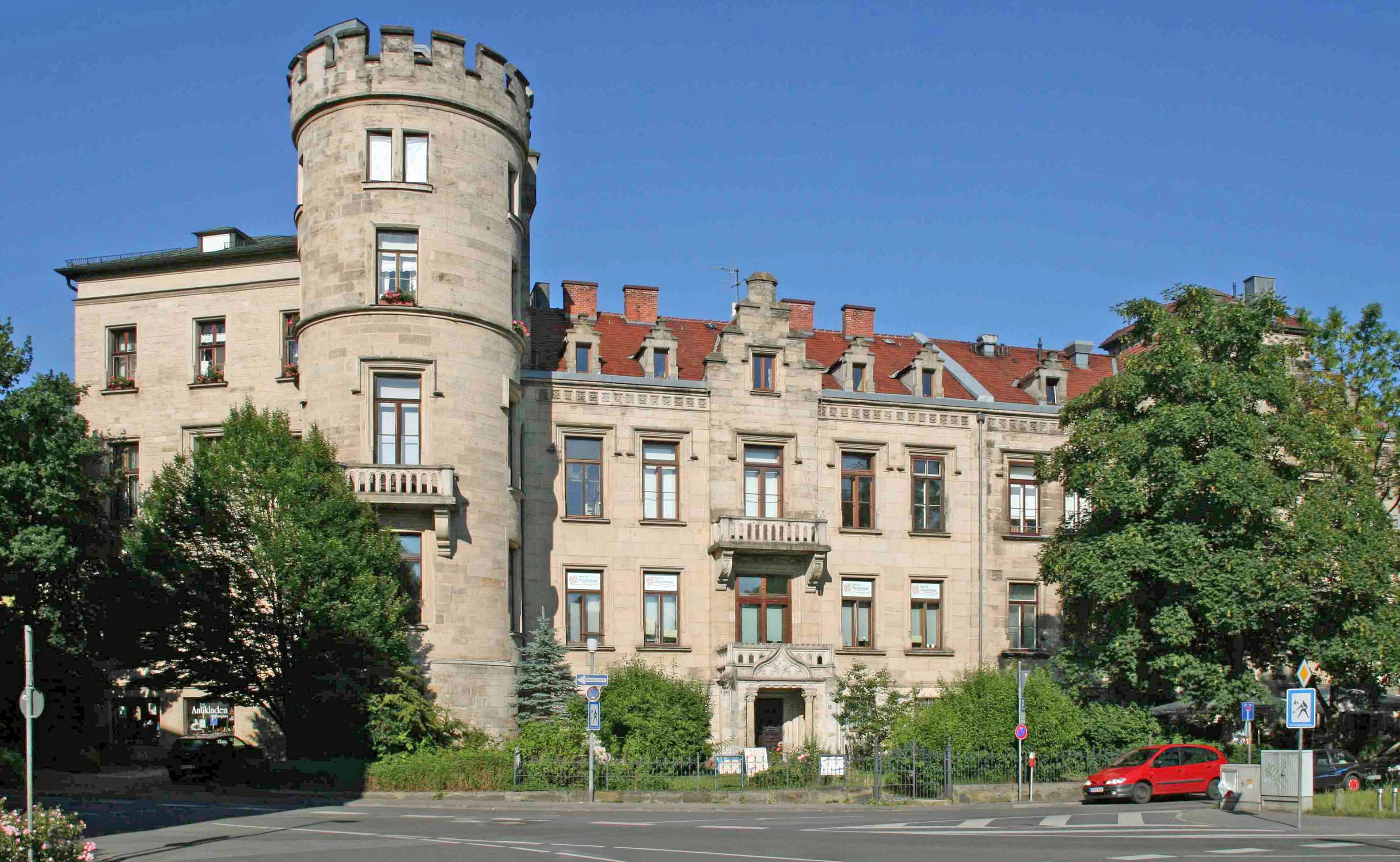
Von links: Ernstplatz 3, 2 und 1

Das Gebäude gehört zu einem Ensemble, bestehend aus Ernstplatz 1, Ernstplatz 2, Ernstplatz 3 und Metzgergasse 14, das der Architekt Adolf Schuster von 1865 bis 1872 errichten ließ.